# Монгольская лошадь
Монго́льская ло́шадь (монг. адуу: «лошадь») или Бурятская лошадь — монгольская или бурятская порода лошади. 
Порода, предположительно, осталась в основном без изменений со времён Чингисхана. В XX столетии российскими исследователями выделены и описаны аршантский, баитский, дархатский, дэльгэрхангайский, казахский, дондобаинский, хотогойский, ульцинский, югодзирский, лесной, степной, горный, пустынный и другие типы монгольской лошади. Монгольские кочевники, численность которых не превышает 0,5 млн чел., держат более 2 млн голов. Несмотря на свои небольшие размеры, монгольские лошади не имеют отношения к пони. В Монголии лошади живут на открытом воздухе круглый год (при температурах летом до +30°С и в зимнее время до −40°С) и пищу ищут самостоятельно. Из кобыльего молока изготовляют в национальный напиток айраг, самих животных редко забивают на мясо. Прежде всего монгольская лошадь — ездовая, помимо этого участвует в скачках; как тягловый скот как правило не используется.

## Внешний вид
Монгольские лошади коренастого сложения, с относительно короткими ногами и большой головой. Размер варьирует от 12 до 14 ладоней (121,92 — 142,24 см). Они весят около 270 кг. Имеют некоторое сходство с лошадью Пржевальского, но в отличие от последней их грива и хвост очень длинные, и их нити часто используют для плетения канатов (ими стягивают конструкцию юрт); волосы хвоста традиционно используют для смычкового музыкального инструмента моринхура. Раньше даже считалось, что монгольская лошадь имеет родство с лошадью Пржевальского, однако эта теория была опровергнута в 2011 году генетическим тестированием. Было доказано, что лошадь Пржевальского не является предком какой-либо домашней лошади, хотя она может скрещиваться с одомашненными лошадьми для гибридизации и получения плодовитого потомства. Из семейств лошадей E. ferus, только E. ferus ferus, также известный как европейская дикая лошадь или «тарпан», имеет общую родословную с современной домашней лошадью. Подседельным лошадям стригут гриву. Масти самые разнообразные, чаще встречаются гнедые и рыжие кони. У монгольских лошадей отличная выносливость; хотя у них маленькие тела, они могут идти галопом на 10 км без перерыва. Запряжённые в телегу, упряжь из четырех монгольских лошадей может тянуть груз весом 2 тонны на 50-60 км в день. Поскольку для этих лошадей допускается жить так же, как и диким лошадям, им практически не требуется уход за копытами. Копыта очень устойчивы, очень немногие лошади подкованы, в стране очень мало ковалей. У монгольских лошадей вообще очень крепкие копыта и редко возникают проблемы с ногами. Иногда лошадей клеймят.
Считается, что лошади из разных регионов Монголии имеют разные особенности. Говорят, что у пустынных лошадей ноги больше средних («как у верблюдов»). Горные лошади невысокие и особенно крепкие. Степные лошади самые высокие и быстрые из разнообразия монгольских лошадей. В частности, восточная провинция Хэнтий и степная провинция Сухбаатар считаются производителями самых быстрых лошадей в стране. Лошади Дархады известны своей силой. Лошадь Дархад весом всего 250 кг может нести нагрузку в 300 кг. Некоторые монгольские провинции считаются более подходящими для выращивания лошадей, чем другие. Восточно-степные провинции неофициально известны как «конные провинции» из-за их пригодности для разведения лошадей. Северные горные провинции считаются «коровьими провинциями», хотя там также разводят лошадей.
Окраски лошадей весьма разнообразны. Люди в разных регионах Монголии предпочитают лошадей разной масти, и соответственно разводят разных. Этническая группа Дархад предпочитает белых лошадей, в то время как Нямгаваа предпочитают чалых лошадей, гнедых или вороных лошадей и избегают животных белого цвета. Некоторые лошади разводят для предпочтений зарубежных рынков. Элизабет Кендалл, путешествуя по южной Монголии в 1911 году, написала: «Я была поражена количеством белых и серых пони, и мне сказали, что лошадей разводят в основном для рынка в Китае, и это предпочтение Китая». Она также заметила, что северные монгольские стада в окрестностях Туэрина, по-видимому, состоят в основном из вороных и гнедых лошадей.
Производители разводят лошадей в основном ради масти и скоростных качеств, а также ради телосложения, характера и родословной. В Монголии телосложение важно не так сильно, как в западной культуре. Тем не менее, некоторые черты лошади являются более предпочтительными. При ходьбе лошадь должна задними ногами наступать след-в-след с передними или чуть вперёд. В идеале животное должно также иметь большую голову, толстые кости, большое брюхо, толстые ноги, быть высоким (но не таким высоким, чтобы это мешало выживанию в холодное время года), обладать густой шерстью для устойчивости к холоду, иметь густую гриву и хвост, и римский нос. Последнее считается важным, поскольку считается, что у лошадей с плоской мордой есть проблемы с выпасом.
Джованни Плано де Карпини был одним из первых жителей Запада, который описал свои наблюдения за монгольскими лошадьми: 
«… [они] не очень велики по своему росту, но чрезвычайно сильны и питаются небольшим количеством корма». 
Монгольские лошади скромны, выносливы, несколько коварны и безопасно ходят по пересеченной местности. В Монголии большинство животных содержат на воле свободно, и только небольшое количество верховых животных ловится и привязывается. Табун лошадей кочует вокруг жилища семьи, обычно пасясь на расстоянии нескольких миль. Стаду разрешается выбирать своё собственное пастбище с небольшим вмешательством со стороны владельцев. Они могут исчезать на несколько дней, и в конце концов владельцы выходят на их поиски. Когда лошадь научится нести наездника, она станет спокойной, дружелюбной и очень надежной. Поскольку природа так хорошо обеспечивает монгольских лошадей, их выращивание практически ничего не стоит. Они являются практической необходимостью повседневной жизни, в которой значительная часть населения все еще живет как кочевники. Пастухи считают своих лошадей формой богатства и источником повседневных потребностей: транспорт, еда и питье.
Лошади, как правило, едят только траву и требуют очень мало воды, что полезно для выживания в таких условиях, как пустыня Гоби. Лошадь может пить только один раз в день. Зимой монгольские лошади копают снег, чтобы поесть траву под ними. Вместо воды они едят снег.
Зимой и ранней весной лошади теряют около 30 % своего веса. Они должны восстановить этот вес летом, чтобы пережить еще один год. В особенно суровые зимы («цуди») лошади могут массово умереть с голоду или умереть от холода. Пастухи мало что могут сделать, чтобы спасти свои стада в таких условиях. Зимой 2009—2010 годов погибло 188 270 монгольских лошадей. Несмотря на то, что они живут в полудиких условиях, большинство лошадей доживают до 20-40 лет.
Считается, что лошадь была впервые одомашнена где-то в Евразийской степи. Но не все лошади в Монголии были одомашнены одновременно. Скорее, дикие и одомашненные лошади сосуществовали и скрещивались, так что «истинной» дикой крови больше не существует в современных монгольских лошадях. Однако, хотя они и не считаются настоящими дикими лошадьми в том же смысле, что и лошади Пржевальского, некоторые дикие монгольские лошади бродят по степи вместе со своей полудикой одомашненной семьей. В отличие от мустангов, которые бродят по Западу в Соединенных Штатах, которые классифицируются как неместные виды, дикие монгольские лошади живут так же, как и их предки жили в течение сотен тысяч лет. Изредка кочевники ловят диких лошадей, чтобы присоединить к своим стадам.

## Поведение
Монгольские лошади скромны, выносливы и сообразительны, хорошо ориентируются на бегу по пересеченной местности. В Монголии большинство табунов пасётся свободно. Как только лошадь ознакомилась со всадником, она будет спокойной, дружелюбной и очень надежной.
Монгольское седло — очень высокое, с деревянным каркасом. Это позволяет контролировать походку, однако в большинстве случаев лошадь сама выбирает верный аллюр, в то время как всадник занят решением других задач (например, выпасом скота).

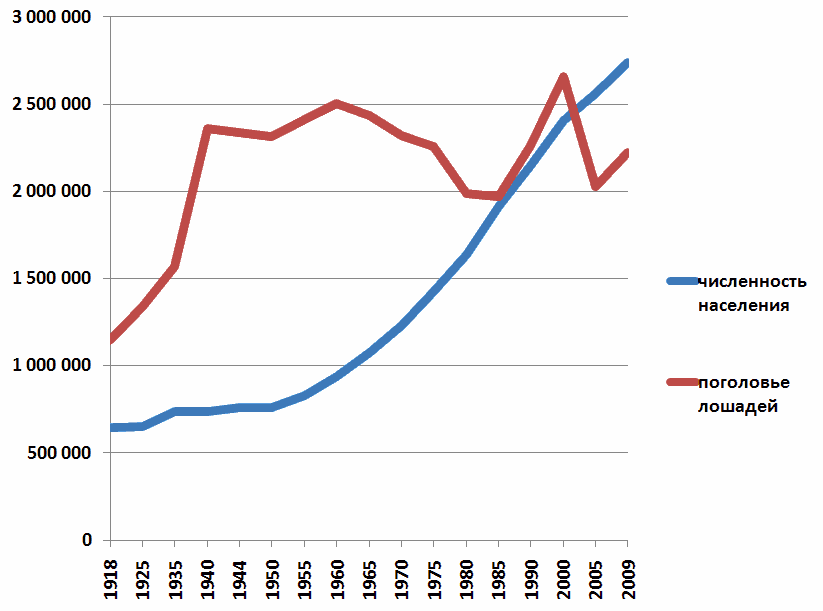
Сопоставление численности населения Монголии и поголовья лошадей

Скаковые лошади с ребенком в седле проходят на полном скаку более 35 км на время. Они обучены продолжать движение по трассе, даже если их наездник выпал из седла; в этом случае их приходится останавливать специально.

## История разведения
Точное происхождение породы определить трудно. Верховая езда была известна в степях Центральной Азии с 2000 года до нашей эры. Исследования показали, что монгольские лошади наиболее разнообразны генетически (наряду с тывинскими). Данные показывают, что от монгольских лошадей происходят многие другие породы в Азии, включая тувинскую, ахалтекинскую, юнаньскую, японскую и чеджу. Расхождение между лошадью Пржевальского и E. ferus caballus, по оценкам, произошел 120 000—240 000 лет назад, задолго до одомашнивания. Сравнение монгольских лошадей, японских лошадей, арабских и англо-чистокровных лошадей показало, что монгольские лошади имели наибольшее генетическое разнообразие с гетерозиготностью в диапазоне от 0,75 до 0,77. По сравнению с низкими значениями гетерозиготности для чистокровных (0,461), арабов (0,478) и лошади Пржевальского (0,474) генетическое разнообразие монгольских лошадей является исключительным. Перепись 1918 года монгольских животных зафиксировала 1 500 000 лошадей. Истоки монгольской породы определить сложно. Кочевые лошади степей Центральной Азии были зарегистрированы как верховые лошади с 2000 до н. э. Испытания показали, что среди всех пород лошадей монгольские лошади отличаются наибольшим генетическим разнообразием, за ними следуют тувинские лошади. Это указывает на то, что это очень архаичная порода, испытывающая незначительный антропогенный отбор. Данные также показывают, что многие другие породы происходят от монгольских лошадей.

### Скрещивание
В последнее время селекционеры начали завозить дорогие иностранные породы скаковых лошадей, таких как аравийцы и английские чистокровные, с целью скрещивания их с коренной породой для получения более быстрых лошадей, но эти относительно «нежные» породы не могут выжить в степи, как монгольские лошади; если оставить их без заботы, такие лошади неизбежно замерзнут или умрут от голода. Таким образом, заводчики сосредоточились на создании скрещенной формы между завезёнными лошадьми и местными монгольскими лошадьми. Конечная цель состоит в том, чтобы произвести скакуна, у которого одна четверть иностранной крови и три четверти монгольской крови. Считается, что эта пропорция создает достаточно выносливую лошадь, чтобы выжить в Монголии и сочетать выносливость монгольской лошади со скоростью завезённых пород. Заводчики хотят создать новую породу с лучшими качествами.
Одним из недостатков таких скрещиваний является то, что иностранный жеребец намного крупнее монгольской кобылы. Это приводит к тому, что на свет появляются большие жеребята, которых трудно рождать маленьким кобылам. Так как монгольские кобылы в норме рожают самостоятельно без человеческого контроля и редко имеют проблемы с этим, у селекционеров слишком мало опыта, чтобы заниматься родовспоможением для кобыл с крупным плодом. Чтобы не сталкиваться с проблемами крупных жеребят у мелких кобыл, можно крыть завезённую кобылу коренным жеребцом, но на практике это уменьшает количество гибридов, которые можно производить каждый год. За один сезон размножения иностранный жеребец может покрыть 10 местных кобыл и произвести 10 скрещенных жеребят, но чужая кобыла может быть покрыта местным жеребцом только один раз и произвести одного скрещенного жеребенка.

### Япония
Теоретически монгольские лошади стали основой для пород японских лошадей. Породы, такие как Мисаки, Тайшу, Токара, Кисо, Йонагуни, Нома, Хоккайдо и Мьяко, считаются потомками далеких монгольских предков.

### Северная Европа и Исландия

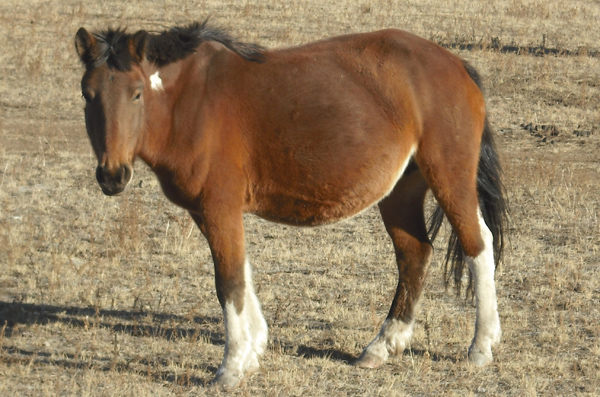
Монгольская лошадь

Генетический анализ выявил связи между монгольской лошадью и породами в Исландии, Скандинавии, Центральной Европе и на Британских островах. Считается, что монгольские лошади были первоначально завезены из России шведскими торговцами; этот импортированный монгольский скот впоследствии стал основой для норвежской лошади и ряда других скандинавских пород, включая нортлендскую лошадь. Одна из этих пород была в конечном итоге вывезена в Исландию поселенцами, производящими современную исландскую лошадь, которая очень похожа на монгольскую лошадь и живет почти так же, свободно гуляя по земле в течение всех сезонов. Также было обнаружено, что породы пони Эксмур, Хайленд, Шетланд и Коннемара связаны с исландской лошадью, что позволяет предположить, что все эти североевропейские породы имели предков, пасущихся в степи Монголии.

### Как боевая лошадь

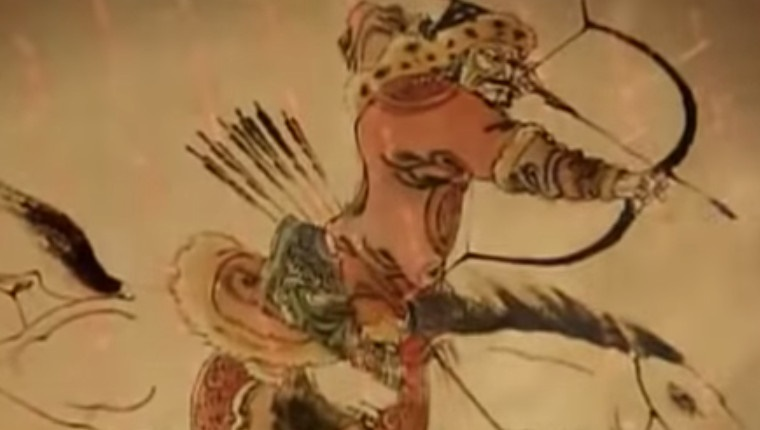
Монгольский воин верхом на лошади

Монгольские лошади известны тем, что являлись боевыми лошадями армии Чингисхана. Лошадь помогала монголу добывать еду, воду, обеспечивала его передвижение, из её кожи делали доспехи, обувь и украшения, из гривы — тетиву и веревки, она помогала ему в охоте, а в случае его смерти — увозила в загробный мир. Из монгольских лошадей получались превосходные боевые лошади благодаря их выносливости, самодостаточности и способности самостоятельно добывать корм. Основным недостатком монгольской лошади как боевого коня было то, что она была медленнее, чем некоторые другие породы, с которыми она сталкивалась на поле битвы.
Воины предпочитали ездить на кормящих кобылах, потому что они могли употреблять в пищу их молоко. В голодные времена они также перерезали небольшую вену на шее лошади и выпивали немного их крови. Они пили либо просто кровь, либо размешивали с молоком или водой. Лошадь монгольского воина приходила на его свист и следовала за ним, как собака. Каждый воин приводил с собой небольшое стадо лошадей (в среднем от трех до пяти, но не более 20). Они чередовали лошадей так, чтобы они всегда ездили на свежей лошади.

### Скачки и верховая езда

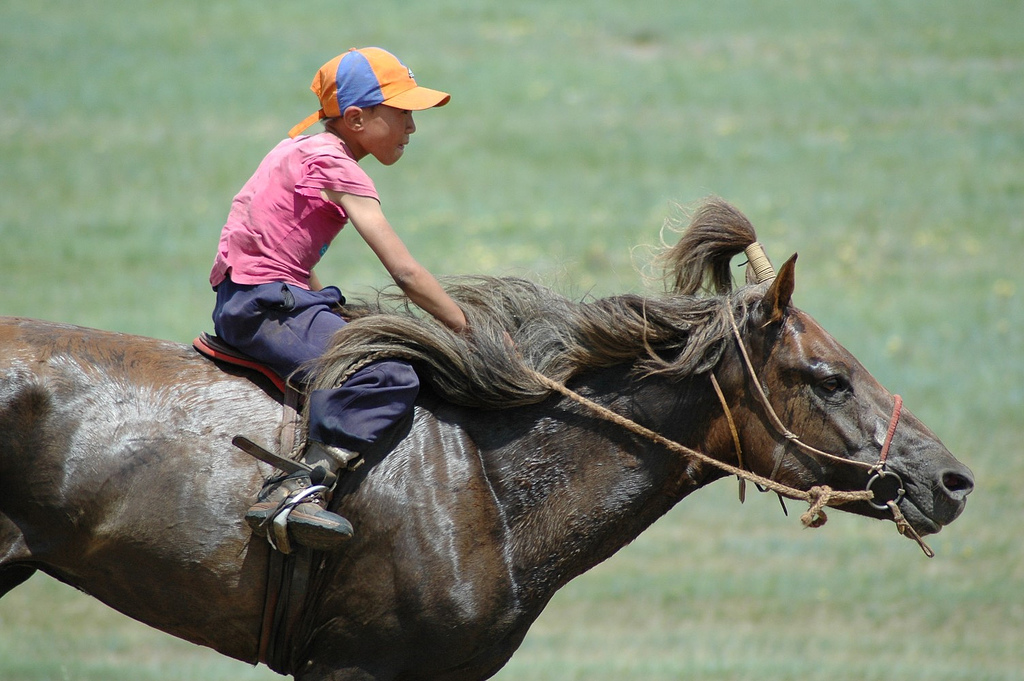
Ребёнок на лошади во время скачек на Надоме

Скачки — одно из «трех мужских искусств». Скачки — второе по популярности событие в Монголии после традиционной борьбы. Монгольские скачки длинные и в них могут участвовать тысячи лошадей. У местных лошадей отличная выносливость. Хотя зарубежные породы быстрее монгольских лошадей, они обычно истощаются к концу забега, в то время как у монгольских лошадей все еще есть силы. Тем не менее, лошади иногда умирали от истощения во время гонки Наадам.
В Монголии скачки — это народный спорт, в котором участвуют все. Каждая семья выбирает лучшую лошадь из своего стада и отправляет ее на ярмарку для гонок. Однако в последние годы введение быстрых иностранных гибридов изменило вид спорта. Только самый богатый заводчик может позволить себе покупать и выращивать чистокровную / монгольскую смесь, и такие лошади, как правило, выигрывают гонки. Это привело к жалобам на то, что у простых людей больше нет шансов на победу, и что гонки стали достоянием элиты. Гоночные лошади с ребенком в седле пробегают галопом более 35 км без передышки. Детей используются вместо взрослых, потому что они легче. Монголы не столько озабочены мастерством и опытом жокея, сколько способностями лошади.
Монгольские кочевники издавна считались одними из лучших всадников в мире. Во времена Чингисхана монгольские конные лучники были способны совершать такие трюки как казачий вис, защищающий тело всадника от вражеских стрел корпусом лошади. Воспитание современного монгольского всадника начинается в детстве. Родители сажают своих детей на лошадь и держат их там до тех пор, пока они не смогут держаться без посторонней помощи. К 6 годам дети могут участвовать в гонках, к 10 годам они учатся делать все по-своему. Такие материалы, как книги о дрессировке лошадей или медицинской помощи, встречаются и используются редко. Информация передается в устной форме от родителей к ребенку.
Известно множество правил того, как следует обращаться с лошадьми. Например, было запрещено использовать кнут в качестве опоры или прикоснуться к нему стрелой; такие преступления были наказуемы смертью.
Монгольское седло отличается от западного седла тем, что оно почти полностью сделано из сыромятной кожи и использует узлы вместо металлических соединителей. Конструкция седла соответствует принципу «один размер подходит всем», при этом седла, недоуздки и мундштуки производятся в одном размере. Монгольское седло очень легкое по сравнению с западным седлом. Современное монгольское седло высокое с деревянной рамой и несколькими украшенными металлическими дисками, которые выделяются с боков. У него есть высокая лука и короткие стремена. Во время езды всадники часто стоят в стременах. Монгольское седло, как средневековое, так и современное, имеет короткие стремена, подобные тем, которые используются на современных скаковых лошадях. Конструкция стремян позволяет всаднику управлять лошадью ногами, оставляя руки свободными для выполнения таких задач, как стрельба из лука или удерживание штанги.

## Лошади в монгольской культуре
Лошадь очень значима в монгольской культуре, особенно среди кочевников потому что лошади очень полезны для них в повседневной жизни и являются средством к существованию. Конный спорт в Монголии является вторым по популярности после традиционной борьбы. Монгольская лошадь была основным «оружием», что позволило монголам завоевать полмира в XIII веке и создать Монгольскую империю; поставка монгольских лошадей была из основных видов помощи Монгольской народной республики СССР в ходе Великой Отечественной войны.
В Монголии традиционно говорят: «Монгол без коня, что птица без крыльев». Лошадь — традиционный подарок мальчикам на третий день рождения. Кочевников с большим количеством лошадей считают богатым, и здесь многие лошади находятся в хорошей форме, считаются с хорошим поведением. Монголы почти никогда не забивают лошадей для производства продуктов питания, если они не в состоянии крайнего голода или нет другого скота, например, овец. У каждого члена традиционной семьи есть свой конь; некоторые члены семьи ограждают своих любимых лошадей от больших нагрузок.
У монголов много историй и песен о лошадях. Легендарные лошади включают волшебных летающих коней, любимых лошадей, которые посещают во сне, и богатый фольклор о главных героях лошадей. Лошадь уже давно играет роль священного животного, и у монголов есть множество духовных убеждений относительно них. Считается, что грива содержит дух и силу лошади; по этой причине грива жеребцов всегда остается необрезанной. Кобылье молоко использовалось в церемониях очищения, молитвы и благословения с древних времен. В наше время оно продолжает использоваться во множестве церемоний, связанных с гонками. Исторически лошади приносились в жертву в особых случаях; 40 лошадей были принесены в жертву на похоронах Чингисхана. Когда лошадь убивают, это может сопровождаться различными ритуалами, чтобы почтить останки. Считается, что у лошадей есть духи, которые могут помочь или причинить вред своему хозяину после смерти. Когда дух покойного коня будет доволен, стадо хозяина будет процветать; если нет, то стадо потерпит неудачу.
Из пяти видов стадных животных, обычно встречающихся в Монголии (лошади, верблюды, волы/яки, овцы и козы), лошади имеют самый высокий престиж. Кочевник со многими лошадьми считается богатым. Монголы не дают своим лошадям имена; скорее они идентифицируют их по масти, клейму и шрамам. Более 500 слов на монгольском языке описывают черты лошадей. Монгольские лошади ценятся за молоко, мясо и шерсть. Летом кобыл доят шесть раз в день, каждые два часа. Кобыла каждый раз производит в среднем молока, а общее годовое производство составляет. Молоко используется для приготовления кисломолочных напитков типа айрага и кумыса. Конина считается самым здоровым и вкусным видом мяса. Каждая 600-фунтовая монгольская лошадь дает около мяса. Шерсть лошади может использоваться для изготовления целого ряда вещей, включая веревку, струны скрипки и различные украшения. Конский навоз используется как топливо для лагеря.